# 5152 Labs
5152 Labs este un asteroid din centura principală, descoperit pe 18 octombrie 1931, de Karl Reinmuth.